# Tierra de Peñaranda

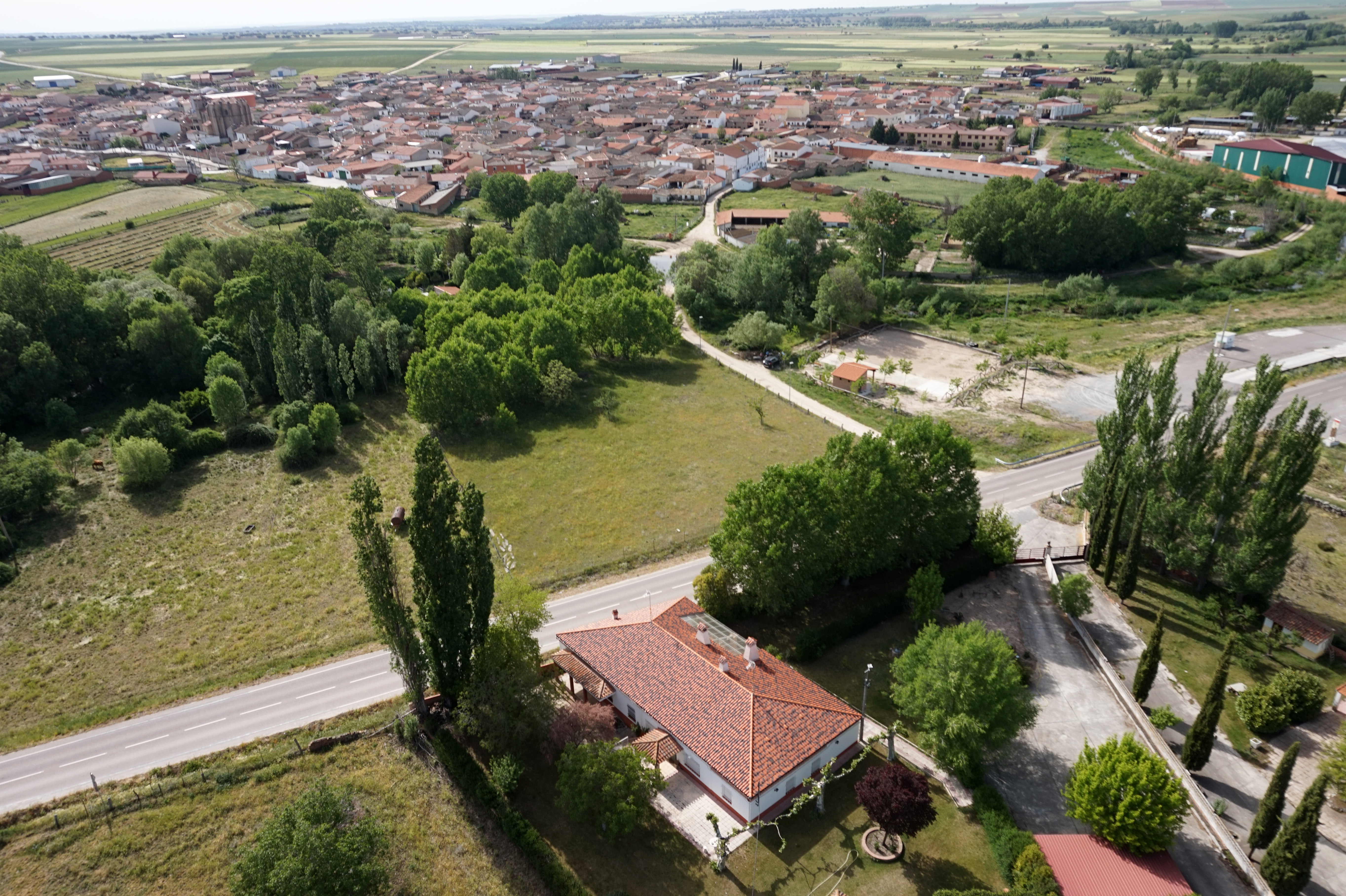
Vista geral de Alaraz.

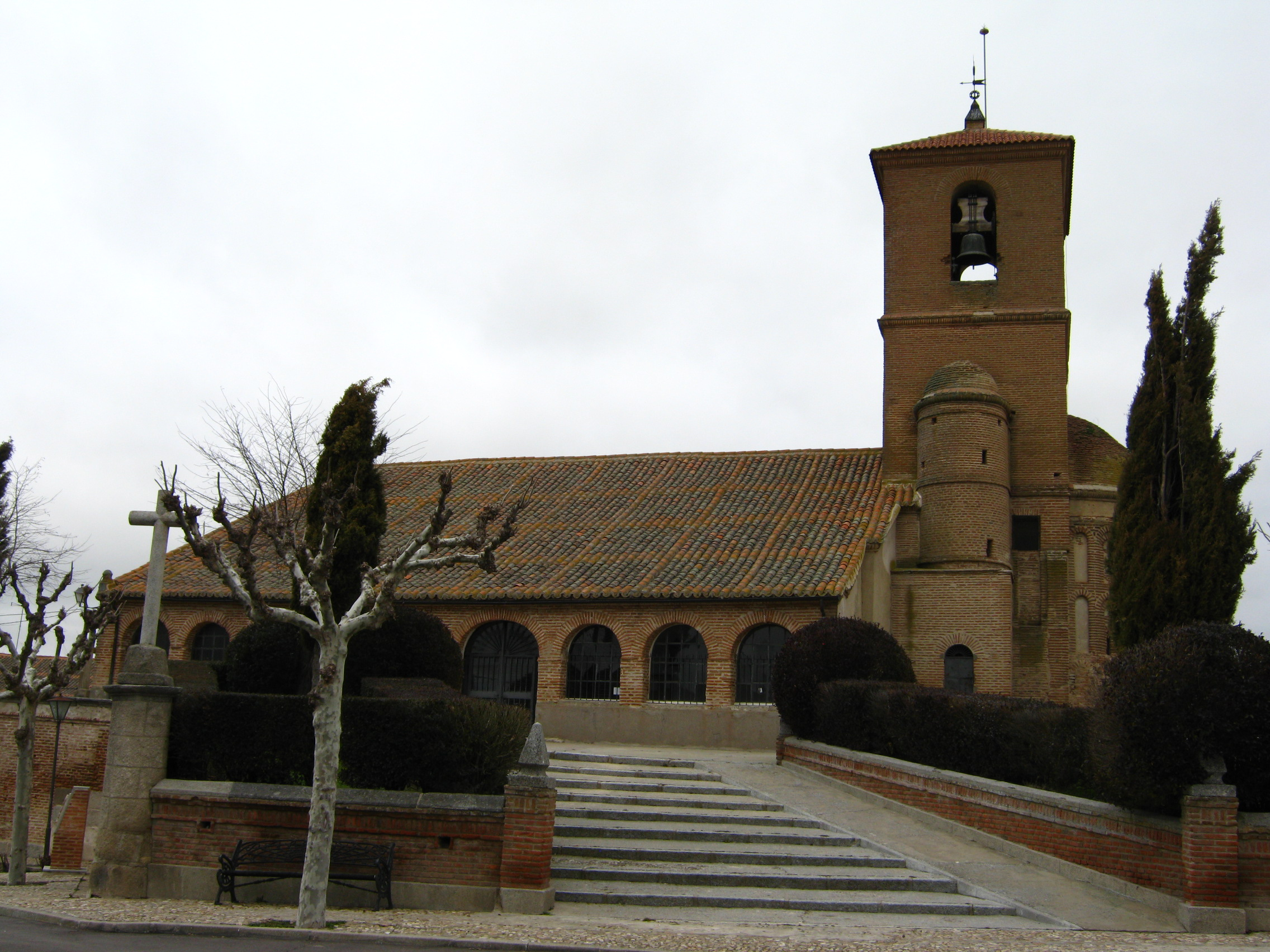
Igreja de Aldeaseca de la Frontera.

A Tierra de Peñaranda (também conhecida como Campo de Peñaranda) é uma comarca da província de Salamanca, em Castela e Leão, Espanha. Os seus limites não se correspondem com uma divisão administrativa, mas com uma demarcação histórico-tradicional.

## Geografia

### Demarcação
Compreende 25 concelhos: Alaraz, Alconada, Aldeaseca de la Frontera, Bóveda del Río Almar, Cantaracillo, El Campo de Peñaranda, Macotera, Malpartida, Mancera de Abajo, Nava de Sotrobal, Paradinas, Peñaranda de Bracamonte, Rágama, Salmoral, Santiago de la Puebla, Tordillos, Ventosa, Villar de Gallimazo e Zorita de la Frontera, aos que há que adicionar Cantalapiedra, Cantalpino, Palaciosrubios, Poveda de las Cintas, Tarazona de Guareña e Villaflores, que também pertencem à esta demarcação, mas dentro da subcomarca de Las Guareñas.